# 大木林蜘蛛

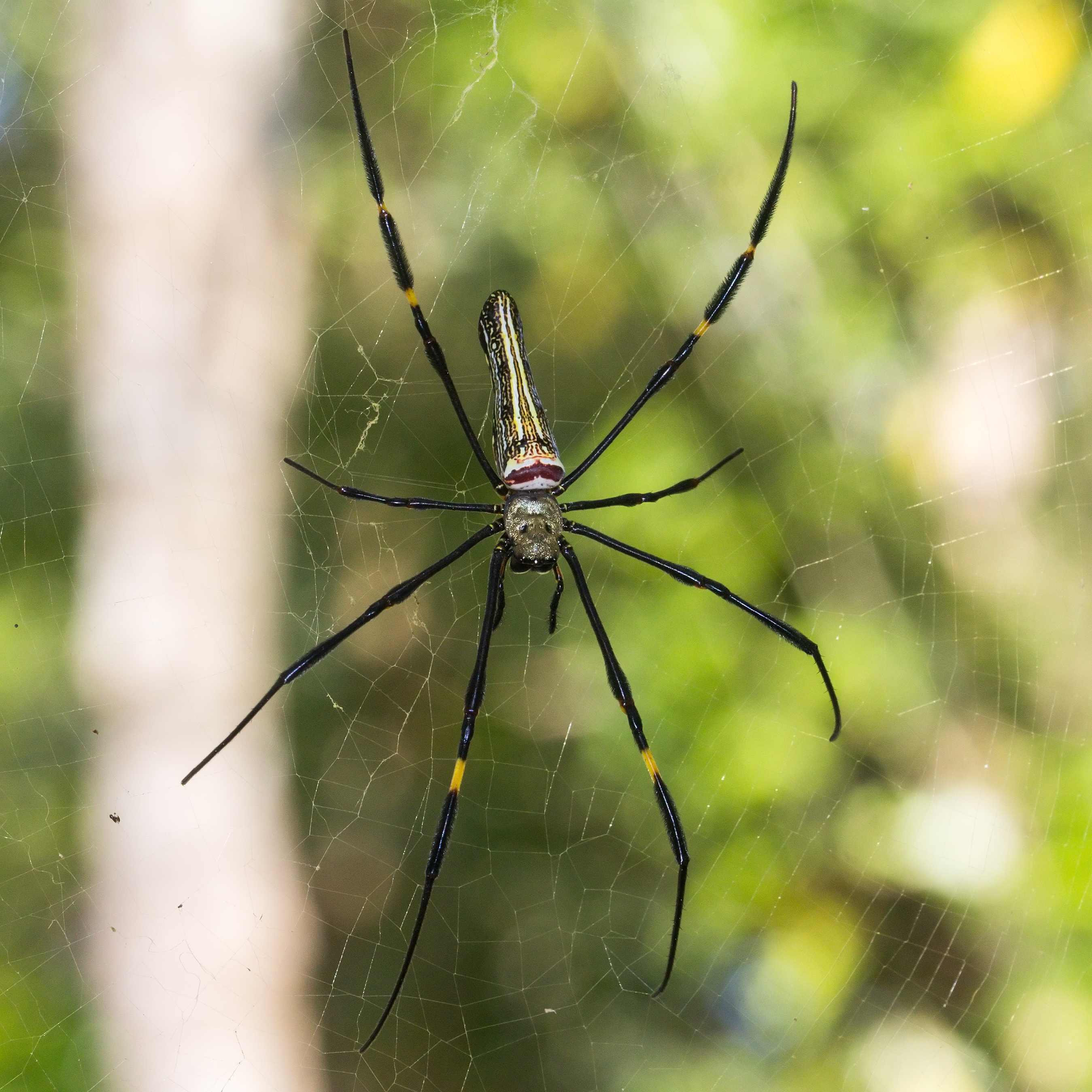
大木林蜘蛛

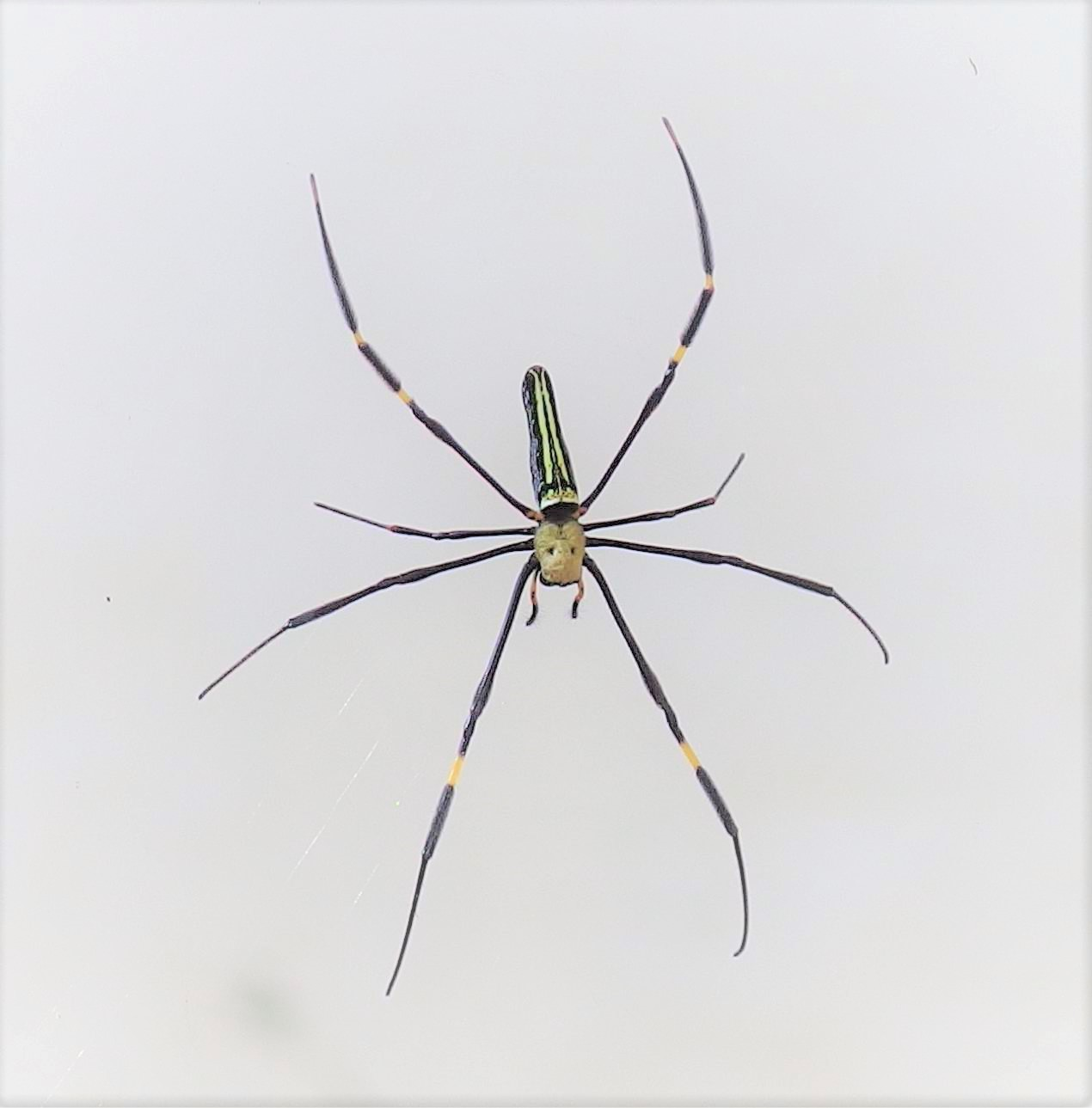
大木林蜘蛛（雌體背部）出沒於臺中大里溪旁(2020-12-26拍攝)

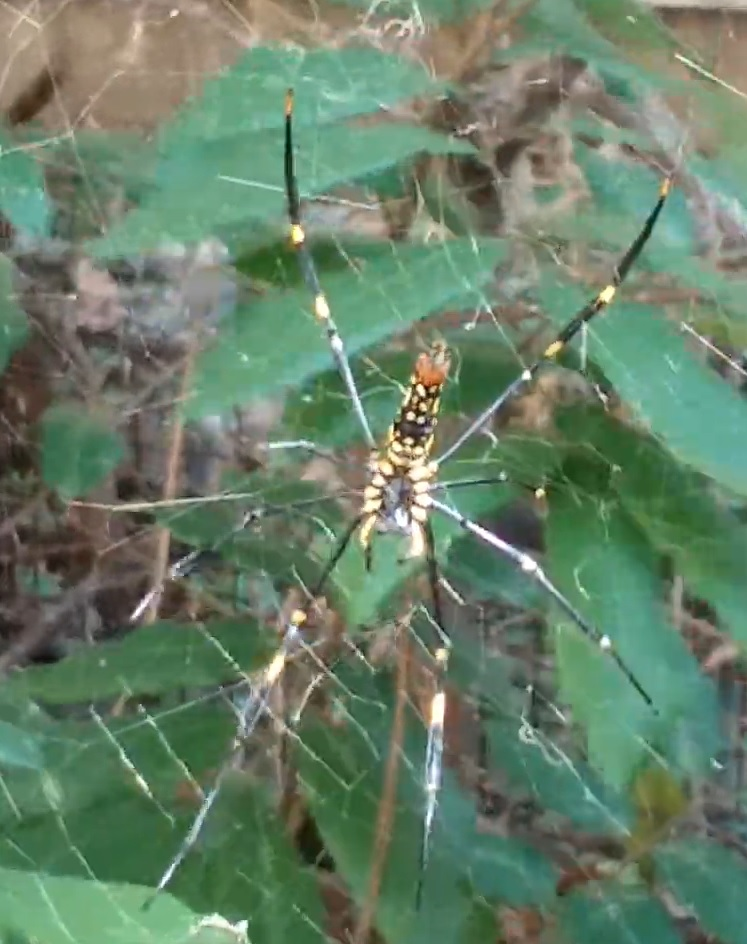
大木林蜘蛛（雌體腹部）出沒於臺中大里溪旁(2020-12-26拍攝)

大木林蜘蛛（學名：Nephila pilipes），又稱斑絡新婦，人面蜘蛛、毛络新妇，是大木林蛛屬下的一種。其中屬名 Nephila 源自古希臘文，意思指「喜歡紡織的」。分佈於日本、中國大陸、香港、臺灣、越南、馬來西亞、新加坡、緬甸、泰國、菲律賓、斯里蘭卡、印度、巴布亞新幾內亞和澳大利亞北部等地。通常存在於原生林、次生林和花園。
雌性大木林蜘蛛的身體比雄性大得多，腳與腳之間闊15厘米，而體長有 5 厘米。牠們居住於森林與紅樹林裏面。雌性蜘蛛會結一個直徑約1公尺～3公尺大小的網用來捉昆蟲，香港甚至有捕食雀及蝙蝠的記錄，在台灣也有捕食百步蛇的紀錄。與其他圓網蜘蛛一樣有毒，但對人體影響不大。雄蜘蛛較為細小，橙色，大約只有雌蜘蛛的五分之一。幼蛛身體細小呈楬色。